# 新德里电视台
新德里电视台（英語：New Delhi Television Limited，简称NDTV），是一家总部位于印度新德里的电视台，1988年正式成立。旗下的“NDTV 24x7”频道被认为是印度最受欢迎及最可靠的英语新闻频道。该台每年会举办“NDTV年度印度人”活动。

## 历史

### 早期：新闻提供者
20世纪80年代之前，印度还没有私营电视台。当时印度国营的全印电视台将一些新闻的制作工作交给特约通讯员，他们获准制作新闻时事及纪录片等节目。
1988年，前德里大学教授普拉诺·罗伊和其妻子拉荻卡·罗伊创办了新德里电视台，打破了印度政府垄断国内电视新闻资源的局面。当时NDTV为全印电视台制作的《一周世界》（英語：The World This Week）节目大获成功，其对1989年中国北京六四事件和柏林墙倒塌的报道，被视为印度电视史上的里程碑，NDTV也在和印度报业托拉斯与印度联合新闻社的竞争中占得优势。
1989年，NDTV制作了印度电视史上首次大选专题节目。1995年，NDTV首次为全印电视台制作全国新闻节目。

### 与星空传媒合作
由于印度法律规定新闻媒体的主要股东必须为印度人，1996年，星空传媒开始与NDTV合作。1998年，印度第一家24小时新闻台——STAR News（今ABP News，与香港星空传媒曾经拥有的“卫视新闻台”并无关联）开播，以印地语和英语广播，由NDTV为其制作新闻节目。印度STAR News开播后，击败了老牌新闻台CNN和BBC，成为印度收视率最高的电视新闻频道。当时的印度STAR News采取制播分离的方式，一方面，NDTV的新闻节目可藉由星空传媒的平台传达到千家万户；另一方面，星空传媒也可以从中获利。2003年，二者合作终止。

### 2003年至今
在与星空传媒结束合作后，NDTV开办了独立运营的两个电视频道：以英语播出的NDTV 24x7和以印地语播出的NDTV India。NDTV自办频道开播之初，舆论并不看好这家电视台，然而2003年，NDTV就实现了盈利。当时星空传媒曾希望与NDTV续约，但不再愿意给它充分的编辑自主权，而之后星空传媒仍使用“STAR News”的频道呼号，直到2012年更名为“ABP News”（惟播出语言全部改为印地语）。

## 频道
- NDTV 24x7（英语：NDTV 24x7）：英语新闻频道
- NDTV India（英语：NDTV India）：印地语新闻频道
- NDTV Profit（英语：NDTV Profit）：财经新闻频道
- NDTV Good Times（英语：NDTV Good Times）：品质生活频道
- NDTV Prime（英语：NDTV Prime）：精品频道
- NDTV Worldwide（英语：NDTV Worldwide）：国际频道